# أورتزي إريوندو
أورتزي إريوندو (بالإسبانية: Urtzi Iriondo) (30 يناير 1995 بزيبيرايو في إسبانيا - ) هو لاعب كرة قدم إسباني في مركز الدفاع. لعب مع أتلتيك بيلباو ب ونادي باسكونيا.

## وصلات خارجية
- أورتزي إريوندو على موقع قاعدة بيانات كرة القدم.إي يو (الإنجليزية)
- أورتزي إريوندو على موقع Soccerbase.com (لاعب) (الإنجليزية)
- أورتزي إريوندو على موقع Soccerway.com (الإنجليزية)
- أورتزي إريوندو على موقع عالم كرة القدم.نت (الإنجليزية)
- أورتزي إريوندو على موقع AS.com (الإسبانية)